# محمد قربان‌علیف
محمد قربان‌علیف (به روسی: Магомед Курбаналиев؛ زادهٔ ۶ اوت ۱۹۹۲) کشتی‌گیر اهل روسیه در دستهٔ سبک‌وزن کشتی آزاد است. او قهرمان مسابقات قهرمانی کشتی جهان در سال ۲۰۱۶ و برندهٔ مدال برنز این مسابقات در ۲۰۱۳، و نیز قهرمان دو دورهٔ مسابقات قهرمانی کشتی اروپا در سال‌های ۲۰۱۴ و ۲۰۱۸ است.